# Pojköre
Pojköre är ett äldre svenskt mynt med stämpeln 1 öre KM 1772. Myntet präglades på ett myntämne av koppar med högre vikt än normalt. 
Namnets ursprung är oklart, men kopplat till namnet finns en sägen. Enligt denna så skulle en fattig smedlärling ha präglat egna mynt i denna valör för att kunna köpa bröd. Han blev upptäckt och dömd till döden. Kungen fick dock se hans hemmagjorda präglingar och tyckte dessa var vackrare än originalen. Pojken blev benådad och anställd vid myntverket i Avesta.